# Janusz Kubicki (lekarz)
Janusz Michał Kubicki (ur. 20 kwietnia 1941 w Krakowie, zm. 25 stycznia 2025) – polski lekarz specjalizujący się w ginekologii, położnictwie, medycynie klinicznej i zabiegowej; nauczyciel akademicki związany z uczelniami w Opolu.

## Biografia
Urodził się w 1941 roku w Krakowie. Po ukończeniu kolejno szkoły podstawowej oraz średniej, jak i pomyślnie zdanym egzaminie maturalnym, podjął studia w 1958 roku na Wydziale Lekarskim miejscowej Akademii Medycznej im. Mikołaja Kopernika. Ukończył je w 1964 roku zdobywając dyplom lekarza medycyny w wyróżnieniem. Następnie został skierowany na obowiązkowy staż podyplomowy do Szpitali Wojewódzkich w Opolu. W 1966 roku podjął pracę w Wojewódzkim Specjalistycznym Szpitalu Ginekologiczno-Położniczym im. dr. S. Mossora w Opolu. W szpitalu tym przeszedł przez wszystkie szczeble zawodowe kariery lekarskiej od asystenta, starszego asystenta, zastępcy ordynatora, po ordynatora oddziału od 1992 roku. Pracę zawodową w szpitalu zakończył z dniem 1 grudnia 2007 roku. W międzyczasie dokształcał się, uzyskując w 1969 roku I stopień specjalizacji w zakresie ginekologii i położnictwa, a w 1972 roku II stopień specjalizacji. W 1975 roku uzyskał stopień naukowy doktora nauk medycznych na Akademii Medycznej we Wrocławiu, na podstawie pracy pt.: Rola zakażeń układu moczowego w etiopatogenezie porodów przedwczesnych. W 1991 roku Rada Wydziału Lekarskiego Akademii Medycznej im. Piastów Śląskich we Wrocławiu nadała mu stopień naukowy doktora habilitowanego nauk medycznych, na podstawie rozprawy naukowej nt.: Mikrostruktura łożyska i zachowanie się w nim aktywności wybranych enzymów oddechowych w ciąży z nieleczonym i leczonym zespołem wewnątrzmacicznej hypotrofii płodowej.
Poza działalnością jako lekarz w szpitalu zaangażował się także w akademickie życie Opola, zatrudniając się w 1999 roku na stanowisku profesora nadzwyczajnego na Wydziale Wychowania Fizycznego i Fizjoterapii Politechniki Opolskiej, gdzie pełnił funkcję kierownika Zakładu Morfologii Funkcjonalnej. Zasiadał także w Senacie opolskiej politechniki. Brał czynny udział w powołaniu do życia w Opolu pierwszej na Opolszczyźnie wyższej szkoły medycznej. W 2003 roku powołano go na stanowisko pierwszego w dziejach uczelni prorektora ds. studenckich Państwowej Medycznej Wyższej Szkoły Zawodowej w Opolu. Ponadto kierował tam Zakładem Położnictwa.
Aktywnie uczestniczył w krajowych i zagranicznych towarzystwach naukowych. Był członkiem m.in.: Polskiego Towarzystwa Ginekologicznego, Europejskiego Towarzystwa Ginekologiczno-Położniczego (EAGO), Polskiego Towarzystwa Lepidopterologicznego, Wrocławskiego Towarzystwa Naukowego oraz Opolskiego Towarzystwa Przyjaciół Nauk. Od chwili rozpoczęcia pracy zawodowej włączył się w działalność Towarzystwa Rozwoju Rodziny. Zainicjował w 1975 roku jako jedną z pierwszych w kraju Opolską Szkołę Rodzenia w Wojewódzkim Szpitalu Ginekologiczno-Położniczym im. S. Mossora w Opolu.
W 2001 roku został powołany przez Ministerstwo Zdrowia na stanowisko Koordynatora Programu „Optymalizacja Opieki Okołoporodowej” w Polsce w zakresie położnictwa i ginekologii w regionie opolskim. Dzięki jego osobistemu zaangażowaniu udało się obniżyć umieralność okołoporodową noworodków do około 5 promili, co pozwoliło Opolszczyźnie znaleźć się w czołówce województw w Polsce.

## Dorobek naukowy i odznaczenia
Zainteresowania naukowe Janusza Kubickiego koncentrują się wokół tematyki związanej z medycyną kliniczna i zabiegową, ginekologią oraz położnictwem. Jego dorobek naukowy obejmuje ponad 120 prac naukowych opublikowanych w renomowanych krajowych, jak i zagranicznych czasopismach medycznych oraz historycznych. Zajmuje się także historią medycyny, posiadając publikacje w tej dziedzinie.
Za swoje osiągnięcia na polu zawodowym i akademickim otrzymał liczne nagrody i odznaczenia resortowe, regionalne i państwowe. Otrzymał m.in. Złoty Krzyż Zasługi.